# Sonntagshorn
Sonntagshorn (1 961 m n. m.) je nejvyšší hora Chiemgauských Alp. Nachází se na státní hranici mezi Rakouskem (Salcbursko, okres Zell am See) a Německem (Bavorsko, okres Traunstein) asi 15 km jihozápadně od Bad Reichenhall.